# Fausto Álvarez
Fausto Álvarez Rizo (Cuba, 28 november 1960) is een Cubaanse honkballer.

## Loopbaan in Cuba
Álvarez, een linkshandig slagman en in het veld linksvelder en korte stop, kwam zeventien seizoenen uit in de Cubaanse hoofdklasse voor Santiago de Cuba die uitkomt in de Cuban Serie Nacional Oriental Zone waar hij zijn loopbaan in 2003 afsloot. Hij stond bekend als een van de beste Cubaanse slagmannen met een hoog homerunaantal en een hoog slaggemiddelde. Met zijn team werd hij driemaal achtereen nationaal nationaal clubkampioen van Cuba. Hij sloeg op 10 februari 2002 als enige speler ooit twee homeruns in 1 inning. In totaal kwam hij 17 jaar uit op het hoogste niveau in Cuba. In 1999 en 2003 was hij zeer succesvol in Nederland met het Cubaanse nationale team tijdens het World Port Tournament in Rotterdam. Op de ranglijst aller tijden van het Cubaanse honkbal staat Álvarez samen met Omar Linares op de achtste plaats. Hij behaalde in Cuba in totaal 327 tweehonkslagen, is 26e met 210 homeruns en 28e met 1676 honkslagen.

## Nederland
In 2005, op 45-jarige leeftijd. kreeg hij van de Cubaanse regering toestemming om in Nederland te gaan wonen, waar hij inmiddels ook een relatie had met een Nederlandse. In 2003 had hij zijn actieve sportloopbaan reeds beëindigd in Cuba. Hij mocht gaan coachen en deed dat als slagcoach voor de Amsterdam Pirates, maar verkreeg ook een spellicentie en rugnummer 17. Begonnen om zijn spelritme niet te verliezen in het derde team in 2003 werd hij in 2005 gevraagd om ook weer als speler op het hoogste niveau uit te komen. In 2007 was hij de speler met het hoogste slaggemiddelde van het hoofdklasseseizoen met .365 en sloeg 46 honkslagen, waarvan 5 dubbels, twee driehonkslagen en twaalf homeruns. Hij scoorde zelf achtentwintig keer en sloeg 35 punten binnen. Met dit resultaat ontving hij de prijs voor de Meest Waardevolle Speler van de Hoofdklasse. In 2008 sloeg Álvarez een slaggemiddelde van .296, had vijf homeruns en sloeg 31 punten binnen. In 2009 sloeg hij .350 en sloeg 43 punten binnen. Tot 2009 kwam hij uit voor deze vereniging als voornamelijk aangewezen slagman en werd houder van het Nederlandse hoofdklasserecords homeruns. In 2008, bij aanvang van het speelseizoen van de hoofdklasse, werd hij met 47 jaar en 5 maanden de oudste speler die ooit in de hoofdklasse uitkwam. In 2009 speelde hij met de Pirates tijdens de Europese clubkampioenschappen in Nettuno en behaalde een tweeslag, een drieslag, een homerun en vier punten. Hij deelde met Rob Dreijer de titel van beste slagman van dat toernooi. In totaal speelde hij in de Nederlandse hoofdklasseIn 149 wedstrijden met een totaal slaggemiddelde van .325, 175 honkslagen, waaronder 24 homeruns en 127 binnengelsagen punten. In 2010 maakte hij vlak voor het sluiten van de transfertermijn de overstap naar de eerste klasse om uit te komen voor de Utrechtse vereniging UVV die hem aantrok om te proberen te gaan promoveren naar de hoofdklasse. Dit zou uiteindelijk ook lukken.

## Personalia
De Cubaanse regering verleende hem in 2005 een pensioen als sportman. Álvarez heeft een universitaire ingenieursgraad behaald aan de Universiteit van Santiago in Cuba. Hij heeft twee kinderen in Cuba en woont met zijn Nederlandse vriendin Elena in Amsterdam.